# Saxons
Els saxons (saxones, Σάξονες) eren un dels anomenats pobles germànics. El seu nom derivaria del seax, un ganivet o espasa curta de combat.

## Història
Són esmentats per primer cop el 287 aC per Eutropi i a partir d'aquesta data es van infiltrar a la Gàl·lia Belga. Claudi Ptolemeu diu que vivien al Quersonès Címbric entre el riu Albis i el Chalusus (Trave), és a dir al modern Holstein. Tenien com a veïns al sud al chauci, a l'est als suardones, i al nord als sigulones, angli i altres. Des d'aquí els saxons es van traslladar a les illes de la costa, anomenades llavors illes saxones (Helgoland, Dycksand i Vielschovel).
Progressivament van dominar una extensa zona de Germània del nord-oest, que va prendre el nom de Saxònia però on vivien també altres pobles. Del país dels saxons a Alemanya no es coneixen les seves ciutat excepte Treva (Τρήουα) esmentada per Ptolemeu.
El 371 els saxons foren severament derrotats pels romans dirigits per Valentinià I quan feien una incursió a la costa de la Gàl·lia.

Els imperis romà i hun en 450

Al segle següent, bandes de saxons dirigides per Hengist i Horsa o el rei Aelle van creuar cap a Britànnia on es van establir, barrejant-se amb altres pobles immigrats com els angles (d'aquí el nom de "cultura anglosaxona").
Els saxons que van romandre al continent van estar en guerra permanent amb els francs fins que van ser derrotats per Carlemany. Alguns d'ells es van convertir al cristianisme i van jurar obediència al Sacre Imperi Romanogermànic. Així van poder conservar les seves terres (a l'actual Alemanya).
Un grup va fundar una colònia a Transsilvània, a Romania, durant el segle xiii. Aquests van ser els únics que van perviure com a poble fins al segle xx.

## Societat
Les tribus estaven governades per consells d'ancians que lideraven les batalles i agrupaven els homes per a la guerra. La societat saxona estava dividida en castes: els nobles, els lliures i els serfs. Tenien un conjunt de lleis, recopilades en la Lex Saxonum, que regien els conflictes i els drets de cada casta (prohibint expressament el matrimoni entre membres de diferent classe per evitar problemes d'interpretació). Anualment se celebrava un consell general, amb participació de totes les castes, per decidir sobre la guerra i reafirmar-se en el seu codi. Els saxons eren politeistes i van anar assimilant progressivament la religió germànica a partir de la conquesta franca. El calendari començava el 25 de desembre, amb el solstici d'hivern.